# Helmut Oeser
Helmut Oeser (* 17. Mai 1929 in Reichenberg, Tschechoslowakei) ist ein deutscher Schauspieler bei Bühne, Film und Fernsehen.

## Leben
Der aus dem Isergebirge stammende Oeser hatte fünf Semester lang an der Münchner Universität studiert und außerdem Schauspielunterricht an der Falckenberg-Schule genommen. 1953 begann er seine Theaterlaufbahn an den dortigen Kammerspielen, seine erste Rolle war ein Page in einer Aufführung von Shakespeares Der Widerspenstigen Zähmung. Im Anschluss daran ging er für vier Spielzeiten an das Tübinger Landestheater, von 1957 bis 1960 an die Städtischen Bühnen Nürnberg. Später sah man ihn auch am Hamburger Thalia Theater, an Frankfurts Komödie, an Stuttgarts Komödie im Marquardt sowie am 'Fritz Rémond Theater im Zoo'. 1999 gehörte Oeser erneut dem Ensemble der nach 16-monatiger Neubauzeit wiedererrichteten Frankfurter 'Komödie' an und trat auch im Premierenstück anlässlich der Wiedereröffnung, dem Lustspiel Pension Schöller, auf.
Oesers frühes Rollenfach waren die Naturburschen und Komiker. Zu seinen Anfangsrollen zählen unter anderem der O’Connor in Tennessee Williams’ Die Glasmenagerie, der Eric Bratt in Georg Kaisers Kolportage und der Kotschkarew in Heiratskomödie nach Nikolai Gogol. Im Laufe der Jahre wuchs er mehr und mehr ins Charakterfach hinein.
Noch während seiner Ausbildungszeit stand Oeser mit einer winzigen Rolle in dem Zeit- und Kasernenhofdrama "Der große Zapfenstreich" erstmals vor der Kamera. Vor allem seit Beginn der 60er Jahre wurde er häufig mit mittelgroßen Charakterrollen betraut. Oftmals verkörperte Oeser joviale Typen, immer mal wieder auch höhere und hohe Offiziere wie den General Blumentritt in Operation Walküre oder den Gruppenführer Müller in dem Mehrteiler Die rote Kapelle, zwei ambitionierte, zur Zeit des Dritten Reichs und des Zweiten Weltkriegs spielenden Fernsehinszenierungen. Eine Dauerrolle hatte er 1967 als Oberpfleger Koob in der im Jahr darauf ausgestrahlten, populären Vorabendserie Hafenkrankenhaus. Letztmals sah man Helmut Oeser 1997 als Richter in einer Fernsehfassung des beliebten Spoerl-Komödienstoffes Der Maulkorb.

## Filmografie
| - 1952: Der große Zapfenstreich - 1959: Das schöne Abenteuer - 1960: Division Brandenburg - 1960: Fabrik der Offiziere - 1961: Nur der Wind - 1961: Schau heimwärts, Engel (TV) - 1961: Das letzte Kapitel - 1963: Mensch und Bestie - 1963: Durchbruch Lok 234 - 1964: Polizeirevier Davidswache - 1964: Das Strafquartett: Ein Knastical (TV) - 1964: Stahlnetz: Rehe (TV) - 1965: Onkel Phils Nachlaß (TV) - 1966: Das heilige Experiment (TV) - 1966: Intercontinental Express – (TV, Episode: Schwester Nanni) - 1966: Hinter diesen Mauern (TV) - 1966: Die fünfte Kolonne (TV, Episode: Ein Auftrag für ...) - 1966: Polizeifunk ruft (TV, Episode: Außenkommando) - 1967: Abschied vier Uhr früh (TV) - 1967: Hafenkrankenhaus (TV-Serie) - 1968: Feldwebel Schmid (TV) - 1969: Rotmord (TV) | - 1969: Neu-Böseckendorf (TV) - 1970: Die Journalistin (TV, Episode: Eskapaden in Seefeld) - 1971: Operation Walküre (TV) - 1971: Hamburg Transit (TV, Episode: Ein Strich durch die Rechnung) - 1972: Einmal im Leben – Geschichte eines Eigenheims (TV-Mehrteiler) - 1972: Die rote Kapelle (TV) - 1972: Eisenwichser (TV) - 1973: Der Mensch Adam Deigl und die Obrigkeit (TV) - 1973: Der rote Schal (TV) - 1973: Okay S.I.R. (TV, Episode: Der Trick) - 1973: Tatort: Tote brauchen keine Wohnung - 1974: Ein Herz und eine Seele (TV, Episode: Der Sittenstrolch) - 1975: Die Wahl (TV) - 1976: Inspektion Lauenstadt (TV, Episode: Der Tankwart) - 1978: Tatort: Der King - 1979: Die Protokolle des Herrn M. (TV, 11 Episoden) - 1981: François Villon (TV) - 1988: Anwalt Abel (TV, Episode: Der Dienstmann) - 1997: Der Maulkorb (TV) |